# Flaga Lejdy
Flaga Lejdy – trójdzielny prostokąt. Skrajne pasy (górny i dolny) mają kolor czerwony. Zaś środkowy jest biały. Wewnątrz tegoż pasa znajduje się godło miasta zaczerpnięte z motywu herbu. Są to 2 czerwone klucze skrzyżowane, z piórami na zewnątrz i górze kompozycji. Godło wpisane jest w białe koło z czerwoną obwódką.